# Storie della Vergine (Carpaccio)

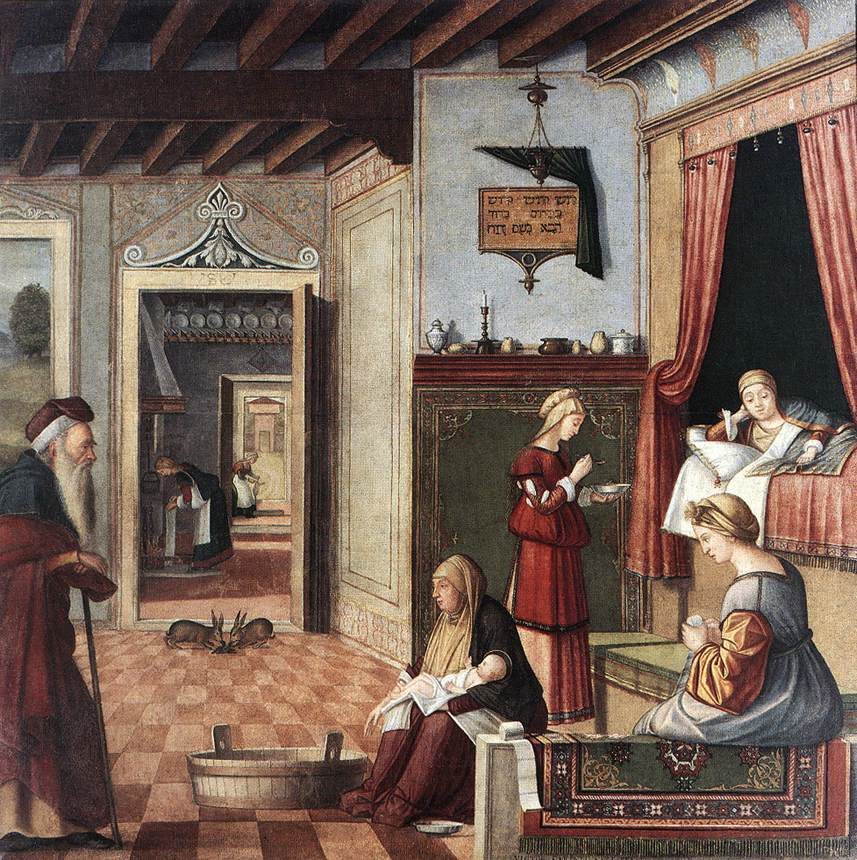
Natività della Vergine

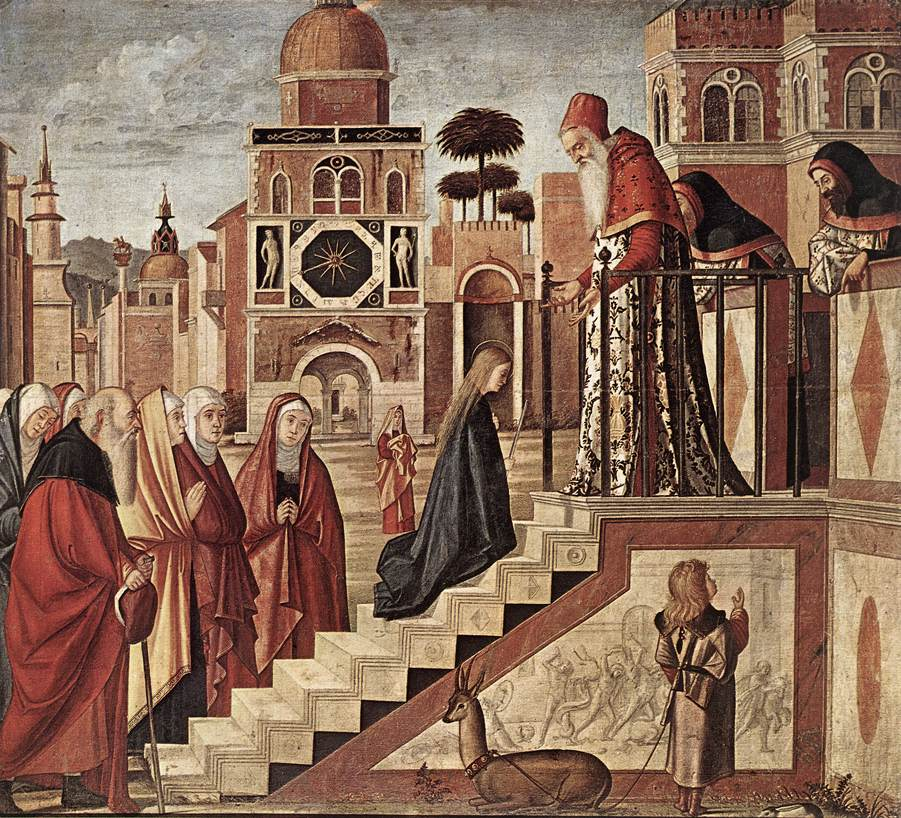
Presentazione della Vergine al Tempio

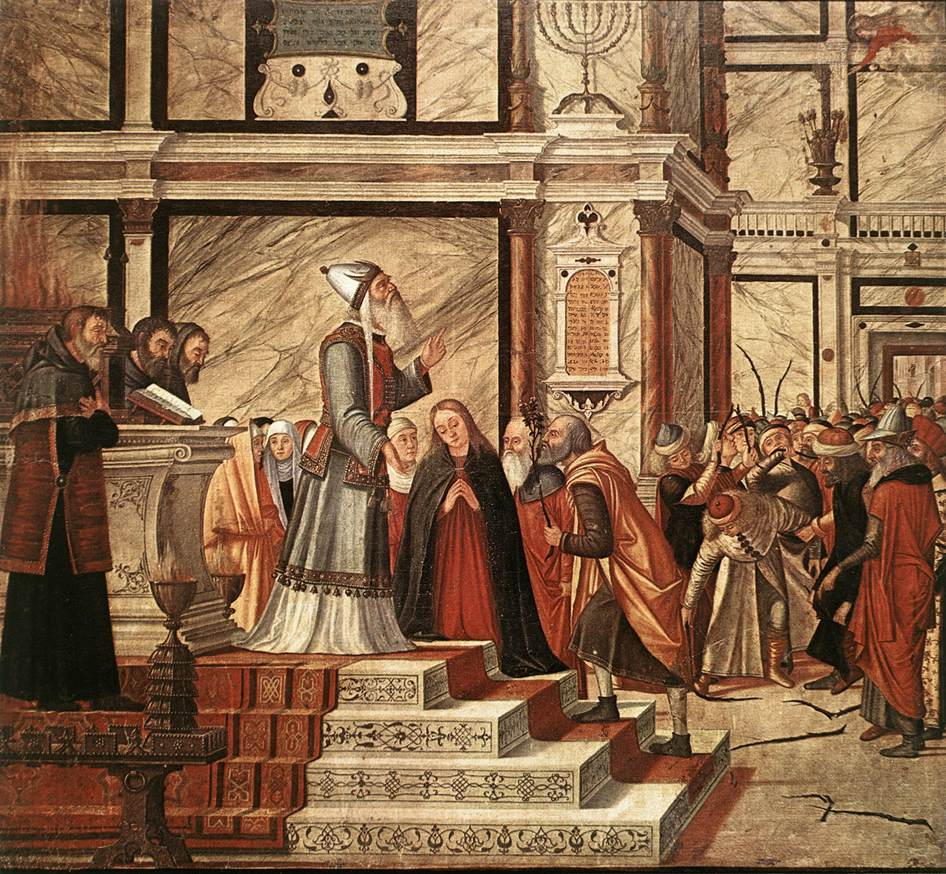
Miracolo della verga fiorita

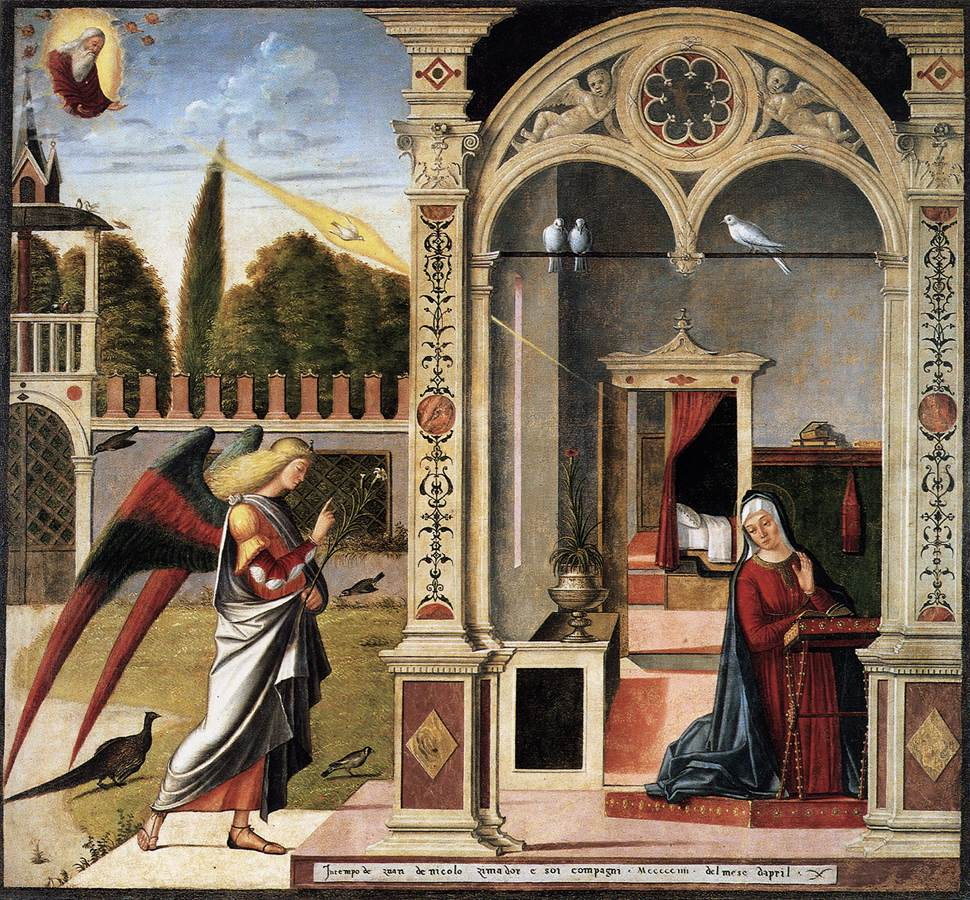
Annunciazione

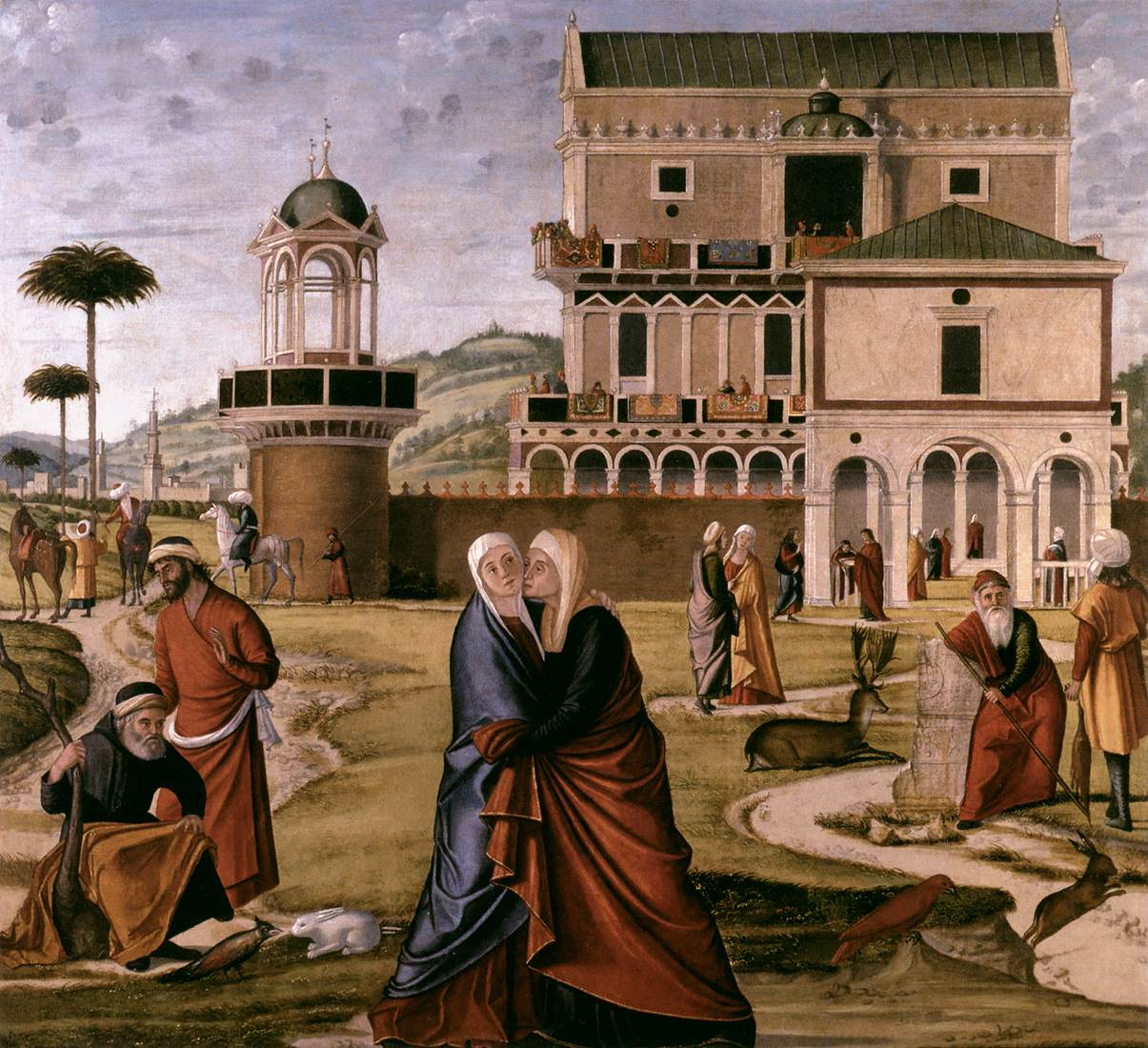
Visitazione

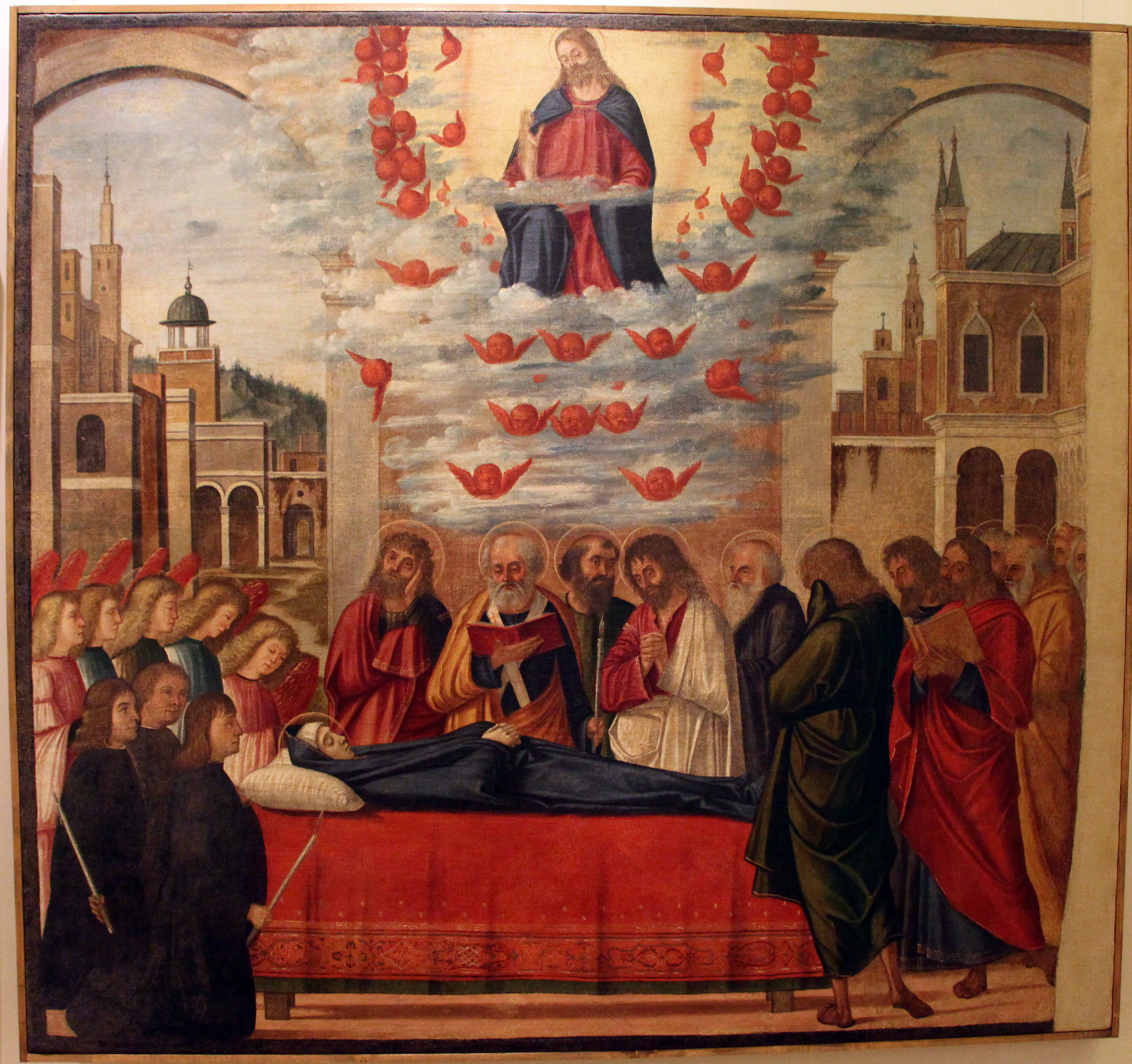
Morte della Vergine

Le Storie della Vergine sono un ciclo di teleri di Vittore Carpaccio, dipinto tra il 1504 e il 1508 e oggi diviso tra più musei. Decorava anticamente la sala dell'Albergo nella Scuola di Santa Maria degli Albanesi a Venezia.

## Storia
Mentre Carpaccio realizzava le opere per la Scuola degli Schiavoni, cioè la comunità dei Dalmati, venne chiamato anche dalla rivale Scuola degli Albanesi per eseguire un ciclo dedicato alla vita della Vergine, protettrice, assieme a san Gallo, della confraternita. 
Nel 1808 la confraternita, che nel frattempo era passata ai Pistori, cioè i fornai, venne soppressa dalle leggi napoleoniche e da allora vennero dispersi tutti gli arredi e le decorazioni, compreso il ciclo carpaccesco.

## Descrizione e stile
Le Storie della Vergine vennero dipinte soprattutto a olio (qualcuna a tecnica mista) su grandi (ma non grandissimi) teleri. Vennero scelti episodi tradizionali, dall'iconografia ormai ben radicata. Essi sono: 
- Natività della Vergine, 128×137 cm, Bergamo, Accademia Carrara
- Presentazione della Vergine al Tempio, 1505, 130 × 137 cm, Milano, Pinacoteca di Brera
- Miracolo della verga fiorita (o Sposalizio della Vergine), 1505, 130 × 140 cm, Milano, Pinacoteca di Brera
- Annunciazione, 130 × 140 cm, 1504, Venezia, Galleria Franchetti alla Ca' d'Oro
- Visitazione, 130 × 140 cm, Venezia, Galleria Franchetti alla Ca' d'Oro
- Morte della Vergine, 130 × 141 cm, Venezia, Galleria Franchetti alla Ca' d'Oro

Il ciclo segnò un crollo qualitativo rispetto alle opere precedenti, dove l'artista aveva invece raggiunto il culmine della propria poetica artistica.
In generale l'inventiva e la tenuta coloristica di questo ciclo sono più povere e ciò è da imputare sia al livello più mediocre dei collaboratori, che al minor impegno richiesto dalla confraternita, ma soprattutto alle difficoltà dell'artista di rinnovarsi di fronte alla rivoluzione innescata da Giorgione. La crisi di Carpaccio, visibile anche negli ultimi teleri per la Scuola degli Schiavoni, portò a isolarlo nel contesto artistico della città lagunare, costringendolo, negli anni successivi, a lavorare in provincia, dove il suo stile attardato trovava ancora estimatori.
Il motivo di maggior interesse del ciclo è da ricercare piuttosto nella minuta descrizione dei particolari, alcuni di originale freschezza, in cui si può spesso cogliere brani autentici della vita veneziana dell'epoca, mischiati ad elementi esotici e oggetti di pura fantasia. Tipici della produzione del pittore sono poi e l'inserimento di figure di animali simbolici che si riferiscono alle virtù di Maria.

### Natività
La Natività della Vergine mostra, ad esempio, un interno veneziano dell'epoca, nonostante qualche accenno ai reali luoghi delle storie, come la targa con la scritta in ebraico appesa alla parete. Sant'Anna è sdraiata su un ampio letto a cassettoni incassato in un'alcova, dalla quale guarda le inservienti che si prendono cura di lei: una si appresta a lavare la bambina in una tinozza, una tiene le fasce, un'altra porta alla partoriente un pasto in una scodella, probabilmente un brodo. L'anziano uomo sulla sinistra, che assiste alla scena, è Gioacchino, mentre dalla porta aperta, dove si trovano due conigli, si vedono altre due stanze, con diversa illuminazione (una in penombra, una rischiarata) dove altre donne sono al lavoro: una asciuga al fuoco i panni della bambina, un'altra sta preparando un animale per la cucina. Qualche errore prospettico, imputabile ai collaboratori, si riscontra nel pavimento, non scorciato proporzionalmente in profondità, mentre destano maggiore interesse la descrizione degli oggetti quotidiani, come il candeliere e i recipienti sulla mensoletta accanto al letto. L'intimità dimessa della scena è rievocata dalle tenui gradazioni di colore, addolcita dalla luce diffusa.
È interessante notare come il dipinto contenga alcune scritte di chiara ispirazione cabalistica cristiana. La tabella scritta in ebraico, appesa al muro di sinistra come un amuleto, risulta essere un trisagion che cita due versetti biblici (Isaia 6, 3 e Salmo 118, 26) composti in modo da realizzare la formula liturgica cristiana:
Meno appariscenti ma ugualmente interessanti nel completare il quadro cabalistico sono altre due brevi iscrizioni. La prima, sull’architrave della porta che conduce alle altre stanze, riporta il tetragramma biblico, scritta deliberatamente in maniera incerta secondo la regola ebraica che impedisce di scrivere o pronunciare per intero il nome del Signore. La seconda, appena visibile, sta sull’architrave della porta sullo sfondo: si tratta della trascrizione in caratteri latini del tetragramma e cioè «ISU». Si può, quindi, supporre una ripresa dell’intento profetico che parte dalla prima tabella per finire con questa che nasconde, sotto una scritta apparentemente priva di significato, il nome di «IESU» dove viene omessa la E, unica vocale della parola secondo la lingua ebraica.

### Presentazione della Vergine al Tempio
La Presentazione della Vergine al Tempio è ambientata nell'esterno di una piazza veneziana, con Maria adolescente che sale, umile ma decisa, i gradini del Tempio dove l'aspetta il sacerdote, che la terrà come vergine consacrata fino al giorno del suo matrimonio. Dietro di lei si vedono Gioacchino e Anna, che la consegnano, e altri personaggi, dalle espressioni un po' imbambolate. Anche in questa tela l'aspetto più interessante sono i dettagli, come la veste del sacerdote, la torre che ricorda quella dell'Orologio a Venezia, il bambino in primo piano di spalle davanti a un fregio di Battaglia ispirato all'arte antica, con un cerbiatto al guinzaglio e un leprotto vicino ai piedi. Il taglio della tela è moderno, infatti lascia fuori della rappresentazioni alcuni brani, come il coronamento degli edifici sullo sfondo.

### Miracolo della verga fiorita
Il Miracolo della verga fiorita mostra il matrimonio di Maria, quando all'interno del Tempio di Gerusalemme, maestosamente ritratto in un tripudio di decorazioni marmoree, tra cui si vede una menorah, si tenne una sfida tra gli uomini su chi, alla presenza del Sommo Sacerdote, avesse portato un bastone fiorito alla giovane Vergine. Solo quello dell'anziano Giuseppe risultò miracoloso, e si vede l'uomo che tra la sorpresa e la curiosità guarda la giovane sposa, mentre gli altri pretendenti si accalcano a destra e arrabbiati gettano le verghe perdenti sul pavimento. L'apparizione di un angelo, in alto a destra, certifica l'intervento divino nella vicenda, poiché l'anzianità di Giuseppe avrebbe garantito il mantenimento della verginità di Maria. Grande cura è riposta nella descrizione del tempio: dagli oggetti liturgici sul tavolino ligneo in primo piano, alle scritte ebraiche, all'altare col fuoco sacro, fino alle pregevoli decorazione ricamate sui gradini o sul tappeto orientale.

### Annunciazione
L'Annunciazione è ambientata in un giardino dove si affaccia una loggia da cui Maria, interrotta nella lettura, riceve l'annuncio divino per mezzo dell'apparizione dell'Arcangelo Gabriele, mentre Dio, apparso in alto a sinistra, invia la colomba dello Spirito Santo. La composizione bipartita è tradizionale, ma particolarmente piacevole è la resa luministica della scena, con l'arioso giardino inondato da luce dorata che crea il connettivo atmosferico all'intera rappresentazione. Anche in questo caso sono molto curati i dettagli, spesso di valore simbolico, come gli uccelli, le piante, l'architettura all'antica e la piccola stanzetta col letto di Maria, allusione alla verginità.

### Visitazione
La Visitazione è ambientata in un'ampia spianata con grandi edifici fantastici sullo sfondo, che ricordano quelli dei cicli teleri di Carpaccio antecedenti. Maria e Elisabetta si incontrano, riconoscendosi e abbracciandosi, mentre un gruppo di uomini, intenti a varie attività, osserva la scena, tra animali simbolici (pappagallino, cervo, lepre). Come tipico in Carpaccio alcuni personaggi assistono alla scena dai balconi addobbati a festa, con tappeti sulle balaustre. Le palme sulla destra conducono, tramite la fuga prospettica, l'occhio dello spettatore in profondità, verso le dolci colline venete dello sfondo, schiarite dalla foschia.

### Morte della Vergine
La Morte della Vergine è forse l'episodio più debole dell'intero ciclo, ascrivibile quasi completamente alla bottega. Maria è sdraiata sul catafalco tra gli apostoli disposti a semicerchio, mentre in alto Cristo l'attende entro una mandorla di luce circondato da ardenti cherubini. Ai lati scorrono due gruppi simmetrici di edifici digradanti in profondità verso un punto di fuga che resta intuitivo poiché bruscamente ed arcaicamente "murato" dall'architettura del loggiato su cui si staglia la divina nuvola del Cristo, centro semantico e visivo per l'attenzione dello spettatore.